# Serhijiwka (obwód żytomierski)
Serhijiwka (ukr. Сергіївка) – wieś na Ukrainie, w obwodzie żytomierskim, w rejonie zwiahelskim, w hromadzie Emilczyn. W 2001 liczyła 302 mieszkańców, spośród których 299 wskazało jako ojczysty język ukraiński, 2 rosyjski, a 1 białoruski.